# Comuna Plăieșii de Jos, Harghita
Plăieșii de Jos (în maghiară: Kászonaltíz) este o comună în județul Harghita, Transilvania, România, formată din satele Cașinu Nou, Iacobeni, Imper, Plăieșii de Jos (reședința) și Plăieșii de Sus.

## Demografie
Componența etnică a comunei Plăieșii de Jos
     Maghiari (81,2%)
     Romi (11,56%)
     Români (4,15%)
     Alte etnii (0%)
     Necunoscută (3,09%)
Componența confesională a comunei Plăieșii de Jos
     Romano-catolici (89,43%)
     Ortodocși (5,29%)
     Reformați (1,35%)
     Alte religii (0,6%)
     Necunoscută (3,33%)
Conform recensământului efectuat în 2021, populația comunei Plăieșii de Jos se ridică la 2.819 locuitori, în scădere față de recensământul anterior din 2011, când fuseseră înregistrați 3.033 de locuitori. Majoritatea locuitorilor sunt maghiari (81,2%), cu minorități de romi (11,56%) și români (4,15%), iar pentru 3,09% nu se cunoaște apartenența etnică. Din punct de vedere confesional, majoritatea locuitorilor sunt romano-catolici (89,43%), cu minorități de ortodocși (5,29%) și reformați (1,35%), iar pentru 3,33% nu se cunoaște apartenența confesională.

## Politică și administrație
Comuna Plăieșii de Jos este administrată de un primar și un consiliu local compus din 11 consilieri. Primarul, Tamás András[*], de la Uniunea Democrată Maghiară din România, este în funcție din 1 noiembrie 2024. Începând cu alegerile locale din 2024, consiliul local are următoarea componență pe partide politice:
|  | Partid                                 | Consilieri | Componența Consiliului | Componența Consiliului | Componența Consiliului | Componența Consiliului | Componența Consiliului | Componența Consiliului | Componența Consiliului | Componența Consiliului | Componența Consiliului | Componența Consiliului | Componența Consiliului |
|  | -------------------------------------- | ---------- | ---------------------- | ---------------------- | ---------------------- | ---------------------- | ---------------------- | ---------------------- | ---------------------- | ---------------------- | ---------------------- | ---------------------- | ---------------------- |
|  | Uniunea Democrată Maghiară din România | 11         |                        |                        |                        |                        |                        |                        |                        |                        |                        |                        |                        |

## Personalități născute aici
- József Pataki (1908 - 1993), istoric, profesor universitar, membru al Academiei Maghiare.

## Vezi și
- Biserica romano-catolică din Plăieșii de Jos